# Nezumia holocentra
Nezumia holocentra är en fiskart som först beskrevs av Gilbert och Cramer, 1897.  Nezumia holocentra ingår i släktet Nezumia och familjen skolästfiskar. Inga underarter finns listade i Catalogue of Life.